# Aramby Emizh
Aramby Emizh (né le 9 février 1953) est un judoka soviétique. Il participe aux Jeux olympiques d'été de 1980 en combattant dans la catégorie des poids super-légers et remporte la médaille de bronze.

## Palmarès

### Jeux olympiques
- Jeux olympiques de 1980 à Moscou,  Union soviétique
  -  Médaille de bronze.